# Ceglédi zsinagóga
A Ceglédi zsinagóga egy ma már eredeti funkciójában nem működő zsidó vallási épület.

## Története
A ceglédi zsidóság a 20. század elején döntött úgy, hogy nagy méretű zsinagógát építtet. A zsinagóga a neves magyar zsinagógaépítész, Baumhorn Lipót tervei szerint szecessziós stílusban épült. 1902. szeptember 12-én nyílt meg. A második világháború idején a helyi zsidó lakosság jelentős részét elhurcolták, közülük csak kevesen tértek haza. A nagy zsinagóga fenntartása ezek után egyre több nehézségbe ütközött, ezért a Ceglédi Izraelita Hitközség az eladásról döntött. 1965-ben a Ceglédi Vasutas Sportegyesület megvásárolta az épületet, és sportlétesítménnyé alakíttatta át. 1984-ben ismét munkálatok zajlottak az épületben, amelyek során a belső tér vertikálisan két részre lett osztva, növelve a sportolók küzdőterét. Az épület jelenleg is sportolási helyként működik.

## Filmfelvételek
- Cegléd zsinagóga – Youtube.com, Közzététel: 2019. márc. 11.